# Rio Passa Cinco
Rio Passa Cinco är ett vattendrag i Brasilien.   Det ligger i delstaten São Paulo, i den sydöstra delen av landet, 700 km söder om huvudstaden Brasília.
Omgivningarna runt Rio Passa Cinco är en mosaik av jordbruksmark och naturlig växtlighet. Runt Rio Passa Cinco är det ganska tätbefolkat, med 120 invånare per kvadratkilometer.